# Kaikai Kitan / Ao no Waltz
Kaikai Kitan / Ao no Waltz es el primer EP del cantante japonés Eve. Fue lanzado el 23 de diciembre de 2020 por la discográfica Toy's Factory. Está disponible en tres versiones: la versión Jujutsu Kaisen con una portada especial dibujada por Park Sung-hoo, la versión Josee, the Tiger and the Fish con la portada por Nao Emoto y la versión estándar por Mah.

## Antedecentes y lanzamiento
A diez meses de su último regreso con el álbum de estudio Smile, se anunció el 4 de noviembre de 2020 que Eve lanzaría su primer EP el 23 de diciembre. Los sencillos «Kaikai Kitan» y «Ao no Waltz» fueron publicados previamente como bandas sonoras del anime Jujutsu Kaisen y la película Josee, the Tiger and the Fish, respectivamente.
El EP fue lanzado el 23 de diciembre a través de varias plataformas de música.

## Éxito comercial
El disco vendió 34 652 copias en su primera semana y se ubicó en el tercer lugar de Oricon Album Chart.

## Lista de canciones
Todas las letras escritas por Eve, toda la música compuesta por Eve. 
| N.º   | Título                    | Arreglo           | Duración |  |
| 1.    | «Kaikai Kitan» (廻廻奇譚) | Tomoki Numa       | 3:41     |  |
| 2.    | «Ao no Waltz» (約束)      | Numa              | 3:33     |  |
| 3.    | «Shinkai» (心海)          | Numa              | 4:26     |  |
| 4.    | «Yoino Myojo» (宵の明星)  | Numa              | 4:16     |  |
| 5.    | «Yuyu Meimei» (遊遊冥冥)  | Eve, Numa         | 3:29     |  |
| 6.    | «Promise» (約束)          | Numa              | 4:12     |  |
| 7.    | «Byouka» (杪夏)           | Yuusei Nene, Numa | 4:04     |  |
| 28:50 |                           |                   |          |  |

## Posiciones en listas
| Lista (2020)               | Mejor posición |
| -------------------------- | -------------- |
| Japón (Oricon Album Chart) | 3              |